# Lago Rucachoroi
Rucachoroi o Ruca Choroy es un espejo de agua ubicado en el departamento Aluminé de la Provincia del Neuquén, Argentina.

## Toponimia
Su nombre significa en mapuche: 'casa de loros'.

## Descripción

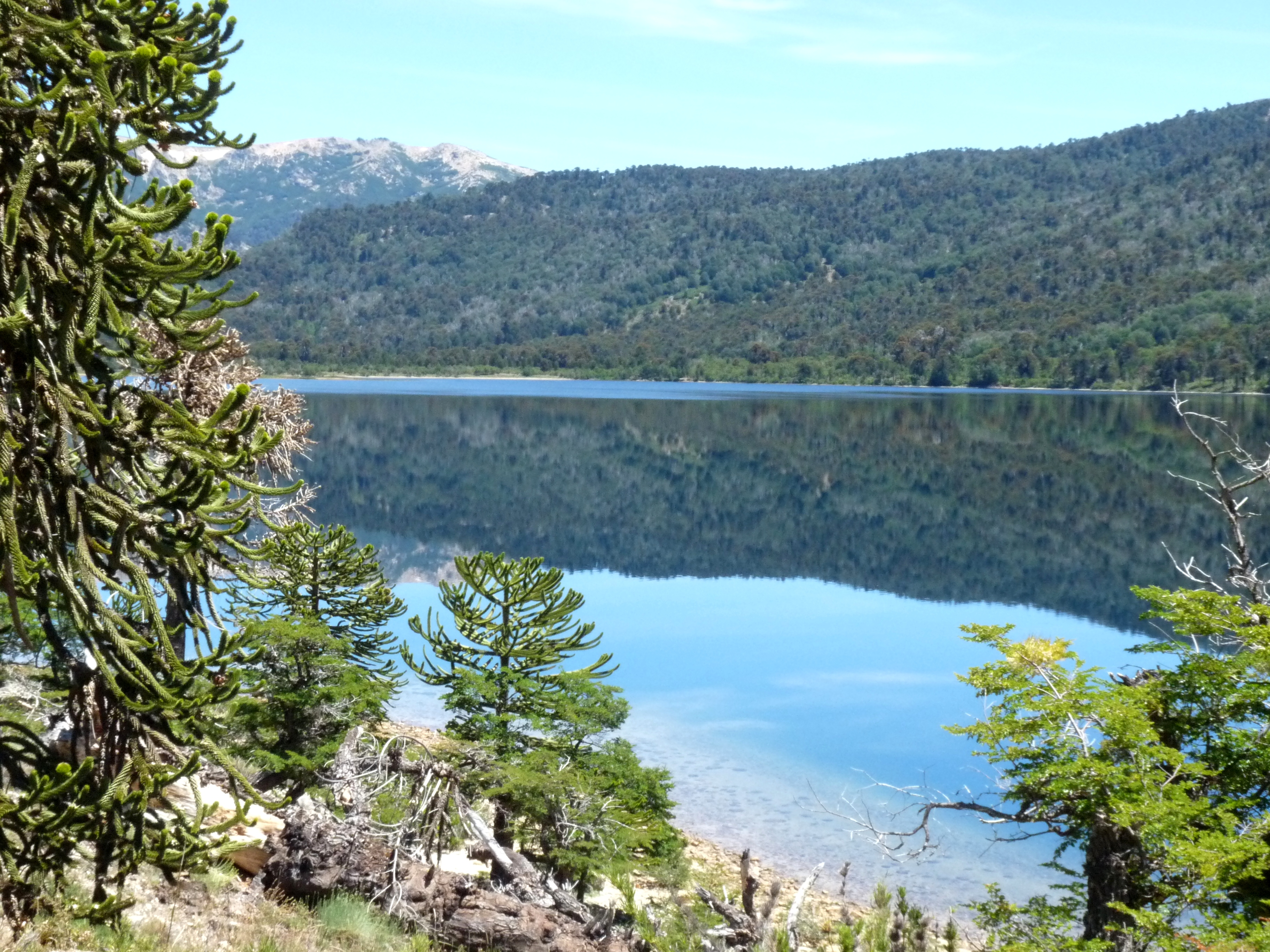
El lago, desde la comunidad Mapuche de Ruca Choroi

Se encuentra dentro del Parque Nacional Lanín y está rodeado de bosques de araucarias — y, en menor medida, de lengas — es un pequeño y hermoso lago, relativamente alejado de los circuitos turísticos de la región. El camino que permite acceder al mismo, estrecho y con pendientes muy pronunciadas, evita la afluencia masiva de turismo al mismo. La ausencia de población permanente en sus orillas y proximidades, y la escasa afluencia turística, ha contribuido a la conservación de la vegetación y la fauna en la región. Los bosques de sus orillas son considerados la mayor concentración de pehuenes en forma de bosque de los Andes argentinos.
En el año 1688, en sus orillas fue establecida una misión jesuita, que logró conservarse por algunos años antes de ser destruida.
Este pequeño lago pertenece a la cuenca del río Aluminé, que forma parte, a su vez, de la cuenca del río Negro. Ocupa un amplio valle, rodeado de los cerros Rucachoroi, Negro y Chohue Cura. Desde sus orillas se puede divisar el lejano e imponente volcán Lanín.
En el valle que le da acceso al lago, se encuentran varias comunidades mapuches.
- Datos: Q3215168
- Multimedia: Lago Ruca Choroy / Q3215168